# Chu Hỗ
Chu Hỗ (chữ Hán: 朱祜, ? – 48), tự Trọng Tiên, người Uyển, Nam Dương , tướng lĩnh, khai quốc công thần nhà Đông Hán, một trong Vân Đài nhị thập bát tướng. Do kiêng húy của Hán An đế Lưu Hỗ, nên Lưu Trân, Duyên Đốc khi soạn "Đông Quan Hán ký" đã chép tên của ông là Chu Phúc; Phạm Diệp khi soạn "Hậu Hán thư" đã chép chệch là Chu Hữu (朱佑).

## Sự nghiệp

### Trong chiến loạn

#### Đi theo Lưu Tú
Hỗ mồ côi từ nhỏ, lớn lên ở nhà ông ngoại là người họ Lưu ở Nam Dương, hay đi lại Thung Lăng, rất thân thiết với anh em Lưu Diễn, Lưu Tú. Ông tham gia nghĩa quân Thung Lăng của anh em Diễn, Tú. Lưu Diễn được Canh Thủy đế bái làm Đại tư đồ, bèn lấy Hỗ làm Hộ quân. Khi Lưu Diễn bị hại ở Uyển Thành, ông một mình trốn đến Phụ Thành báo tin cho Lưu Tú.
Khi Lưu Tú làm Đại tư mã, gặp nguy khốn ở Hà Bắc, Hỗ lại được nhiệm mệnh làm Hộ quân, luôn ở bên cạnh làm hộ vệ cho ông ta. Ông cùng Lưu Tú vượt qua hoạn nạn, bình định Hà Bắc, luôn hăng hái chiến đấu, được làm Thiên tướng quân, phong An Dương hầu. Trong lúc hầu tiệc, ông từng đề nghị Lưu Tú xưng đế, Lưu Tú nói: "Gọi Thích gian (tức Thích gian tướng quân Sái Tuân) đến bắt Hộ quân!" Hỗ không dám nói nữa. Về sau Lưu Tú lên ngôi, tức Quang Vũ đế, Hỗ được bái làm Kiến nghĩa đại tướng quân.

#### Đánh dẹp Tần Phong
Năm Kiến Vũ thứ 2 (26), được thăng Đổ Dương hầu. Mùa đông, Hỗ cùng chư tướng tiến đánh Đặng Phụng, thua trận bị bắt. Năm sau, thành phá, Phụng hàng, ông mới được thả ra. Quang Vũ đế khôi phục tước vị, còn an ủi ông rất nhiều. Hỗ được sai đi đánh các nơi Tân Dã, Tùy, đều bình được.
Duyên Sầm từ sau thất bại ở Nhương, bèn cùng tướng của Tần Phong là Trương Thành hợp binh, Hỗ soái Chinh lỗ tướng quân Sái Tuân giao chiến ở Đông Dương, đại phá bọn họ, trong trận chém Thành, Duyên Sầm thua chạy về với Phong. Ông thu được 97 ấn thụ.
Hỗ tiến đánh Hoàng Bưu, thu hàng ông ta, được ban 30 cân vàng.
Năm thứ 4 (28), Hỗ soái Phá gian tướng quân Hầu Tiến, Phụ uy tướng quân Cảnh Thực thay Chinh nam đại tướng quân Sầm Bành vây Tần Phong ở Lê Khâu, phá tướng của Phong là Trương Khang ở Thái Dương, chém chết. Đế tự đến Lê Khâu, sai Ngự sử trung thừa Lý Do đưa tỉ thư chiêu hàng Phong, ông ta không hàng. Xa giá trở về, có sắc cho Hỗ ra sức tấn công, không nhận hàng nữa! Mùa hạ năm sau, trong thành cùng khốn, Phong đem mẹ, vợ, con 9 người ra hàng. Hỗ không giết, mà dùng xe tù đưa Phong đến Lạc Dương, ông ta bị chém đầu ở đó. Đại tư mã Ngô Hán hặc tâu Hỗ bỏ qua chiếu mệnh, làm trái trách nhiệm tướng soái, Đế không bắt tội. Ông trở về, cùng Kỵ đô úy Tang Cung đi đánh tàn dư của Duyên Sầm ở 3 huyện Âm, Toản, Trúc Dương, đều bình được.

### Sau chiến loạn
Năm thứ 9 (33), Hỗ đóng đồn ở Nam Hành Đường chống Hung Nô.
Năm thứ 13 (37), được tăng thực ấp, phong làm Cách hầu. Thực ấp của ông có 7300 hộ.
Năm thứ 15 (39), Hỗ vào triều, dâng trả ấn thụ Đại tướng quân, nhân đó ở lại làm Phụng triều thỉnh. Ông tâu rằng người xưa không phong Vương tước cho bề tôi, có thể đổi các vương làm công. Đế lập tức thi hành. Lại tâu nên lệnh cho tam công bỏ đi chữ "đại" trong chức danh, nhằm hợp với lễ phép. Sau đó triều đình làm theo đề nghị này.
Năm thứ 24 (48), mất. Con là Thương kế tự.

## Tính cách
Hỗ tính chất phác, ngay thẳng, thích nho học. Ông cầm binh soái quân, phần nhiều nhận hàng, lấy việc đánh hạ thành ấp làm gốc, không ham giết chóc. Lại ngăn cấm sĩ tốt cướp bóc, bộ hạ không được vui vẻ phóng túng, vì vậy chịu nhiều oán ghét.
Ông cùng Quang Vũ đế có tình quen biết cũ, nên nhiều lần được ban thưởng. Theo "Đông Quan Hán ký", ông từng cho rằng mình "công mỏng mà nước lớn, xin nhận 500 hộ ở Nam Dương là đủ rồi!" Đế không chấp nhận.